# لامبرت دي هيسباي
لامبرت (توفي. بعد 650)؛ هو أحد نبلاء نيوستريا هو أبن روبرت الأول، أسقف تور؛ ومن المعروف عنه أنه والد شرودبيرت، اللورد المستشار وعلى النحو هذا هو سلف سلالة روبرتيون المباشر، وأيضا هو شقيق
القديس أنغادريسما.